# Rio Jijituba
Rio Jijituba är ett vattendrag i Brasilien.   Det ligger i delstaten Alagoas, i den östra delen av landet, 1 500 km nordost om huvudstaden Brasília.